# Ysaora Thibus
Ysaora Thibus, (Les Abymes, 22 de agosto de 1991) é uma esgrimista de florete francesa que conquista várias medalhas mundiais.

## Carreira
Ysaora Thibus estudou na École supérieure de commerce de Paris (ESCP Europe). Em 2013, ela recebeu o Prêmio Bernard Destremau da Académie des Sciences Morales et Politiques, que recompensa atletas de alto nível que reconciliam competições com estudos de pós-graduação.
Em 2016, ela se qualificou para os jogos Olímpicos do Rio de Janeiro e, em seguida, conquistou uma medalha de bronze por equipes no mundial realizado em abril.
Ysaora Thibus financiou parte de sua preparação para os Jogos Olímpicos de 2016, graças a uma campanha de financiamento coletivo lançada em parceria com a Powerade na plataforma de financiamento para esportes chamada "Sponsorise.Me".

## Conquistas
- Campeonatos mundiais:
  -  Florete por equipes: 2013
  -  Florete por equipes: 2014
  -  Florete por equipes: 2015
  -  Florete por equipes: 2016
  -  Florete individual: 2017

- Campeonatos europeus:
  -  Florete por equipes: 2012
  -  Florete por equipes: 2013
  -  Florete individual: 2013
  -  Florete por equipes: 2014
  -  Florete por equipes: 2015
  -  Florete por equipes: 2016
  -  Florete individual: 2017

- Campeonatos franceses:
  -  Campeã: 2011, 2013, 2014, 2015, 2016 e 2017